# 오로치인 신화

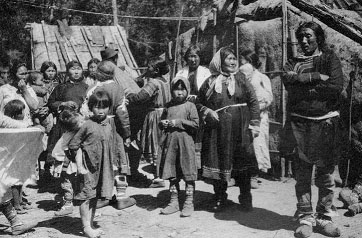
오로치인

오로치인 신화를 설명한다.

## 유형

### 창조신화
하다우(러시아어: хадау)는 인간을 창조한 신이다. 하다우는 오로치인의 신화의 최고신 엔두리(러시아어: эндури)가 지상으로 파견한 신이다. 하다우는 옷이 없었던 인간에게 옷을 주기 위해서 길을 떠나면서 개에게 인간에게 음식을 주지 말라고 부탁했지만 개가 부탁을 어기고 인간에게 음식을 주었기 때문에 인간은 옷도 없고 죽지 않지도 않고 병에 걸리지 않지도 않게 되었으며 개는 뼈만 먹게 되었다. 다른 신화에서 하다우는 대장장이로서 자신을 찾아온 미녀를 모닥불에 넣고 아흐레 동안 태웠으며 그로부터 나온 쇳조각을 해머로 쳐서 남자를 만들었는데 남자에 흠결이 있었고 다시 아흐레 동안 태워서 흠 없는 인간을 완성했다. 쇠에서 인간이 창조되었다는 것은 쇠가 주술성과 신성성을 가졌기 때문에 인간 창조도 신성하다는 믿음이 반영된 것이다. 또 하다우는 지상에서 땅과 산과 강과 바다를 만들었고 인간에게 불을 전파한 문화영웅이기도 하다.
엔두리는 땅과 물이 섞여 있던 것을 자신의 힘으로 분리시켰다. 다른 신화에서 하다우는 분리된 땅의 물기가 아직 마르지 않았을 때 독수리 일곱 마리와 까마귀 일곱 마리를 만들었고 독수리와 까마귀들은 땅이 굳을 때까지 날아다니다가 어느 바위에 정착해서 부부가 되었고 자식을 낳고 번성했다. 그렇다면 독수리와 까마귀는 오로치인의 시조이다.
다른 신화에서 태양은 세 개였고 하다우는 활을 쏘아서 태양 두 개를 떨어뜨려서 생명체가 살 수 있게 했다. 이것은 신이 최초로 창조한 세계에 혼돈이 존재했음을 알려준다. 하다우는 혼돈을 혼돈이 없는 상태로 바꾸기 때문에 문화영웅이다.

### 토템신화
오로치인은 땅이 뿔이 없는 사슴이고 산맥은 사슴의 척추이고 관목이나 풀은 사슴의 피부이고 짐승이나 새는 사슴의 이빨이고 지진은 사슴이 발을 굴리는 것이라고 믿기 때문에 동물을 토템으로 숭배한다.
오로치인은 오빠와 결혼한 누이동생의 아들이 암컷 호랑이와 결혼해서 만들어졌기 때문에 호랑이를 조상으로서 숭배하며 그 누이동생의 딸이 수컷 곰과 결혼해서 우데게족이 만들어졌기 때문에 곰을 친척으로서 숭배한다.

## 관념

### 우주관
오로치인은 우주가 천상계 부아(러시아어: буа), 지상계 나(러시아어: на), 지하계 부니(러시아어: буни)로 나뉜다고 믿는다.
지상계에서 '하늘의 입'이라고 불리는 구멍을 통과하면 천상계에 갈 수 있으며 천상계에는 해의 땅(러시아어: сэунан)과 달의 땅(러시아어: бена)이 있다. 달의 땅은 호랑이의 정령이 지배하는 호랑이 땅과 곰의 정령이 지배하는 곰 땅으로 나뉘며 보통 사람의 영혼은 곰 땅에만 갈 수 있다.
지하계는 훌륭한 사람의 영혼이 갈 수 있는 위층과 보통 사람의 영혼이 갈 수 있는 아래층으로 나뉜다. 익사한 사람, 자살한 사람, 족외혼의 법규를 어긴 사람은 지하계에 갈 수 없다.